# Наум Пасхов
Наум Николов Пасхов е български лекар, виден хирург от XX век.

## Биография
Наум Пасхов е роден в 1893 година в Охрид, тогава в Османската империя, в будното и родолюбиво българско семейство на Никола Пасхов, български учител и революционер и Хрисанта Пасхова, дъщеря на Антон Митанов. Наум Пасхов завършва държавни науки в Лайпцигския университет. След Първата световна война заминава за Виена, където завършва медицина. Във Виена има кабинет, където в 1922 година спасява живота на Николай Лилиев след тежка операция.
По-късно Пасхов се завръща в София, където отваря частна хирургическа клиника на етажите над Тръпковата галерия. В София има успешна практика, по време на която спасява от осакатяване Вера Мутафчиева.
Умира в 1978 година в София, където е погребан в Централните софийски гробища.